# Square Alban-Satragne
Le square Alban-Satragne est un espace vert du 10e arrondissement de Paris.

## Situation et accès
Ce square est situé au 107 bis, rue du Faubourg-Saint-Denis. 
Il est desservi par les lignes 4, 5 et 7 à la station de métro Gare de l'Est.

## Origine du nom
Il porte le nom du conseiller municipal du quartier et de l'arrondissement, de 1937 à 1954, Alban Satragne (1887-1954).

## Historique
Le square est ouvert en 1963 par la Ville de Paris sur une partie de l'ancienne prison Saint-Lazare, située dans l'enclos du même nom, démolie en 1935 et remplacée par l'hôpital Saint-Lazare qui ferme fin 1998.
Il ne reste actuellement de la prison et de l'hôpital Saint-Lazare que l'infirmerie et la chapelle construites toutes deux par Louis-Pierre Baltard en 1834 et dont les bâtiments ont été restaurés en 1931 par Gaston Lefol, on aperçoit ces bâtiments au fond du square. Le reste de l'emprise de la prison est occupé par une crèche et par un bureau de poste, le jardin se trouve sur un parking souterrain.
Le jardin a été réaménagé et agrandi en 2020, et l'ancienne chapelle Saint-Lazare est réhabilitée en 2022-2023.

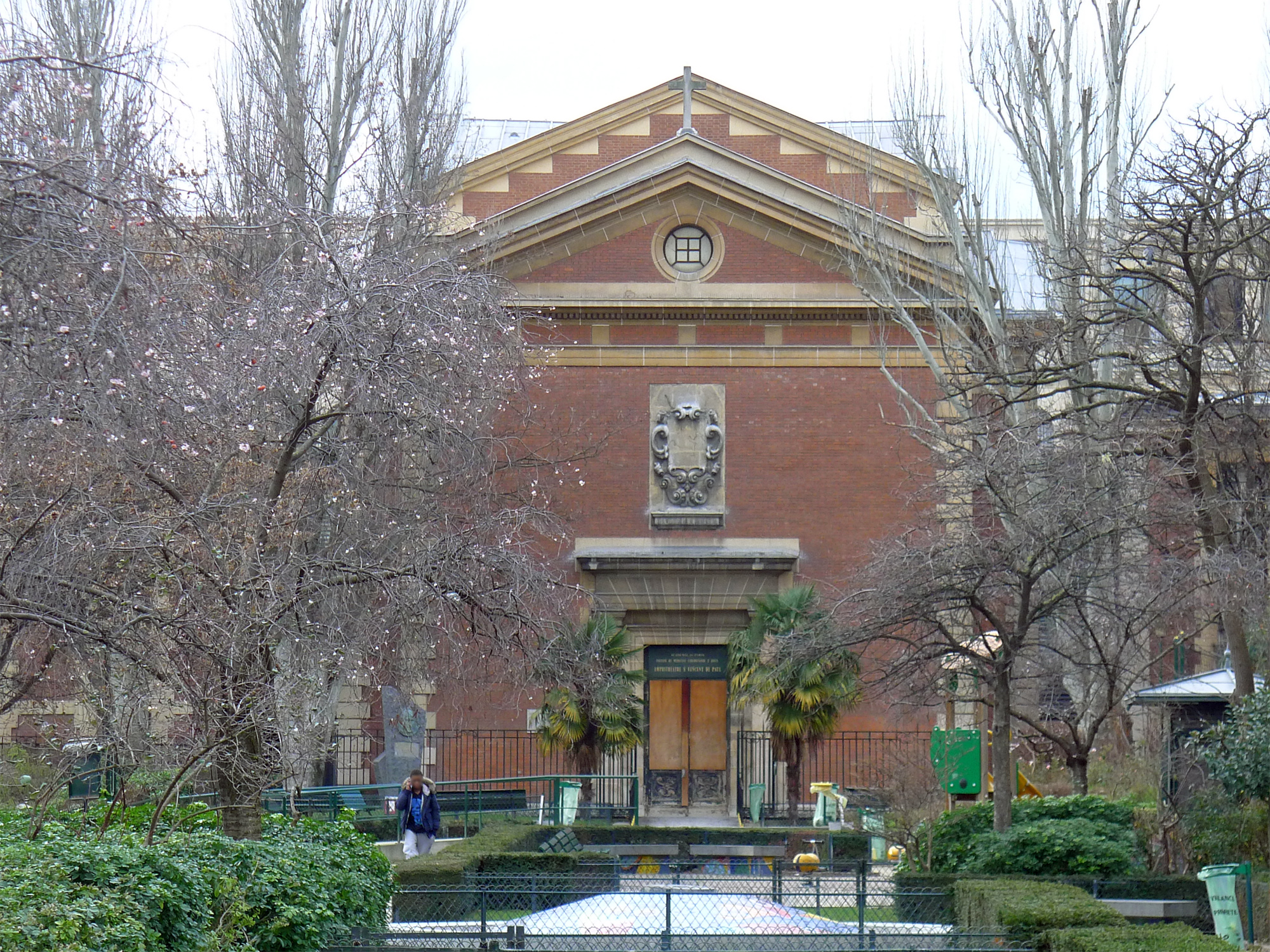
Chapelle de l'ancien hôpital Saint-Lazare.